# Park Lee-chun
Park Lee-chun (USAMGIK; 26 de julio de 1947) es un exfutbolista y exentrenador de fútbol de Corea del Sur que jugaba en la posición de delantero.

## Carrera

### Club
| Periodo   | Club           |
| --------- | -------------- |
| 1968–1970 | Yangzee FC     |
| 1970–1971 | ROK Army       |
| 1972–1976 | Kookmin Bank   |
| 1976–1978 | Sea Bee        |
| 1978      | South China AA |
| 1978-1980 | Sea Bee        |

### Selección nacional
Jugó para Corea del Sur U20 en 1967 y dos años después debuta con la selección absoluta, con la que juega hasta 1974 luego de anotar 36 goles en 89 partidos, ganaría la medalla de oro en los Juegos Asiáticos de 1970 en Tailandia y el subcampeonato de la Copa Asiática 1972.

### Entrenador
| Periodo   | Club                         |
| --------- | ---------------------------- |
| 1996–1997 | Corea del Sur U20            |
| 2007      | Incheon United FC (interino) |

## Logros

### Jugador
Yangzee
- Korean National Championship: 1968[5]
- Korean President's Cup: 1968[6]

ROK Army
- Korean National Championship: 1970[7]
- Korean President's Cup: 1971[8]

Kookmin Bank
- Korean President's Cup: 1973[8]

### Selección nacional
- Asian Games: 1970[9]

### Individual
- Equipo Ideal de la KFA: 1970, 1971, 1972, 1973, 1974[10][11][12][13][14]
- Futbolista Coreano del Año: 1972[12]
- Mejor Futbolista Coreano: 1972[15]